# Муниципалитеты Севильи
Провинция Севилья (исп. Provincia de Sevilla) входит в автономное сообщество Андалусия и включает в себя 106 муниципалитетов. Ранее провинции в Испании имели большое значение и значительные полномочия, однако после введения системы автономных сообществ утратили это высокое положение. В соответствии с Законом Испании о местном самоуправлении (исп. Ley reguladora de las Bases del Régimen Local) муниципалитет является основным субъектом территориальной организации государства, обладает правосубъектностью и полномочиями для достижения своих целей; его элементами являются территория, население и местная администрация. В каждом из муниципалитетов есть совет, комиссия (своего рода кабинет министров) и мэр (алькальд). Члены муниципального совета избираются всеобщим голосованием взрослого населения по системе пропорционального представительства. Как и на выборах в национальный парламент, голоса отдаются за партийные списки, а не за отдельных кандидатов.
Муниципалитеты Севильи также объединены в девять комарок: Большая Севилья (20 муниципалитетов), Сьерра-Сур-де-Севилья (19), Сьерра-Норте-де-Севилья (18), Эль-Альхарафе (15), Вега-дель-Гвадалькивир (11), Бахо-Гвадалькивир (8), Кампинья-де-Морон-и-Марчена (7), Эсиха (4) и Кампинья-де-Кармона (4).
Провинция Севилья занимает площадь в 14 036 км² и имеет население в 1 942 389 жителей (2019). Столица провинции — город Севилья, который также является её крупнейшим муниципалитетом по численности населения. Самый же большой по площади муниципалитет Севильи — Эсиха (978,73 км²), а самый маленький — Кастильеха-де-Гусман (2,06 км²).

## Список
В данном списке представлены муниципалитеты провинции Севилья, их названия на испанском языке, фотографии (панорамы, достопримечательности и т. д.), площадь, население (по данным за 2019 год), гербы, географические координаты, комарки (в состав которых входят муниципалитеты), расположение на карте провинции соответствующих муниципалитетов. В примечаниях указаны ссылки на официальные сайты муниципалитетов. Доступна сортировка муниципалитетов по площади и населению (по возрастанию и убыванию), а также по комаркам, к которым они относятся. Названия муниципалитетов расположены в порядке испанского алфавита, существует возможность их сортировки в порядке русского алфавита.
| Название                                                      | Изображение                  | Герб                                             | Площадь (км²) | Население (2019) | Координаты                     | Комарка                     | Карта                                                                       | Прим.   |
| ------------------------------------------------------------- | ---------------------------- | ------------------------------------------------ | ------------- | ---------------- | ------------------------------ | --------------------------- | --------------------------------------------------------------------------- | ------- |
| Агуадульсе исп. Aguadulce                                     | Агуадульсе                   | Герб муниципалитета Агуадульсе                   | 13,69         | 2020             | 37°15′10″ с. ш. 4°59′29″ з. д. | Сьерра-Сур-де-Севилья       | Расположение муниципалитета Агуадульсе на карте провинции                   | [ 5 ]   |
| Аланис исп. Alanís                                            | Аланис                       | Герб муниципалитета Аланис                       | 280,19        | 1723             | 38°02′15″ с. ш. 5°42′54″ з. д. | Сьерра-Норте-де-Севилья     | Расположение муниципалитета Аланис на карте провинции                       | [ 6 ]   |
| Альбайда-дель-Альхарафе исп. Albaida del Aljarafe             | Альбайда-дель-Альхарафе      | Герб муниципалитета Альбайда-дель-Альхарафе      | 11,0          | 3197             | 37°25′37″ с. ш. 6°09′57″ з. д. | Эль-Альхарафе               | Расположение муниципалитета Альбайда-дель-Альхарафе на карте провинции      | [ 7 ]   |
| Алькала-де-Гвадаира исп. Alcalá de Guadaíra                   | Алькала-де-Гвадаира          | Герб муниципалитета Алькала-де-Гвадаира          | 284,61        | 75 279           | 37°20′02″ с. ш. 5°50′56″ з. д. | Большая Севилья             | Расположение муниципалитета Алькала-де-Гвадаира на карте провинции          | [ 8 ]   |
| Алькала-дель-Рио исп. Alcalá del Río                          | Алькала-дель-Рио             | Герб муниципалитета Алькала-дель-Рио             | 81,97         | 12 029           | 37°31′05″ с. ш. 5°58′42″ з. д. | Вега-дель-Гвадалькивир      | Расположение муниципалитета Алькала-дель-Рио на карте провинции             | [ 9 ]   |
| Альколеа-дель-Рио исп. Alcolea del Río                        | Альколеа-дель-Рио            | Герб муниципалитета Альколеа-дель-Рио            | 50,02         | 3373             | 37°36′51″ с. ш. 5°40′07″ з. д. | Вега-дель-Гвадалькивир      | Расположение муниципалитета Альколеа-дель-Рио на карте провинции            | [ 10 ]  |
| Ла-Альгаба исп. La Algaba                                     | Ла-Альгаба                   | Герб муниципалитета Ла-Альгаба                   | 17,68         | 16 374           | 37°27′43″ с. ш. 6°00′50″ з. д. | Вега-дель-Гвадалькивир      | Расположение муниципалитета Ла-Альгаба на карте провинции                   | [ 11 ]  |
| Альгамитас исп. Algámitas                                     | Альгамитас                   | Герб муниципалитета Альгамитас                   | 20,42         | 1255             | 37°00′55″ с. ш. 5°08′57″ з. д. | Сьерра-Сур-де-Севилья       | Расположение муниципалитета Альгамитас на карте провинции                   | [ 12 ]  |
| Альмаден-де-ла-Плата исп. Almadén de la Plata                 | Альмаден-де-ла-Плата         | Герб муниципалитета Альмаден-де-ла-Плата         | 255,78        | 1355             | 37°52′24″ с. ш. 6°04′47″ з. д. | Сьерра-Норте-де-Севилья     | Расположение муниципалитета Альмаден-де-ла-Плата на карте провинции         | [ 13 ]  |
| Альменсилья исп. Almensilla                                   | Альменсилья                  | Герб муниципалитета Альменсилья                  | 14,31         | 6080             | 37°18′33″ с. ш. 6°06′50″ з. д. | Большая Севилья             | Расположение муниципалитета Альменсилья на карте провинции                  | [ 14 ]  |
| Арааль исп. Arahal                                            | Арааль                       | Герб муниципалитета Арааль                       | 201,09        | 19 526           | 37°15′45″ с. ш. 5°32′42″ з. д. | Кампинья-де-Морон-и-Марчена | Расположение муниципалитета Арааль на карте провинции                       | [ 15 ]  |
| Асналькасар исп. Aznalcázar                                   | Асналькасар                  | Герб муниципалитета Асналькасар                  | 449,84        | 4586             | 37°18′13″ с. ш. 6°15′05″ з. д. | Эль-Альхарафе               | Расположение муниципалитета Асналькасар на карте провинции                  | [ 16 ]  |
| Асналькольяр исп. Aznalcóllar                                 | Асналькольяр                 | Герб муниципалитета Асналькольяр                 | 198,96        | 6091             | 37°31′24″ с. ш. 6°16′10″ з. д. | Сьерра-Норте-де-Севилья     | Расположение муниципалитета Асналькольяр на карте провинции                 | [ 17 ]  |
| Бадолатоса исп. Badolatosa                                    | Бадолатоса                   | Герб муниципалитета Бадолатоса                   | 47,49         | 3078             | 37°18′31″ с. ш. 4°40′22″ з. д. | Сьерра-Сур-де-Севилья       | Расположение муниципалитета Бадолатоса на карте провинции                   | [ 18 ]  |
| Бенакасон исп. Benacazón                                      | Бенакасон                    | Герб муниципалитета Бенакасон                    | 32,16         | 7241             | 37°21′12″ с. ш. 6°11′55″ з. д. | Эль-Альхарафе               | Расположение муниципалитета Бенакасон на карте провинции                    | [ 19 ]  |
| Больульос-де-ла-Митасьон исп. Bollullos de la Mitación        | Больульос-де-ла-Митасьон     | Герб муниципалитета Больульос-де-ла-Митасьон     | 62,36         | 10 787           | 37°20′26″ с. ш. 6°08′18″ з. д. | Эль-Альхарафе               | Расположение муниципалитета Больульос-де-ла-Митасьон на карте провинции     |         |
| Бормухос исп. Bormujos                                        | Бормухос                     | Герб муниципалитета Бормухос                     | 12,17         | 21 972           | 37°22′19″ с. ш. 6°04′15″ з. д. | Большая Севилья             | Расположение муниципалитета Бормухос на карте провинции                     | [ 20 ]  |
| Бренес исп. Brenes                                            | Бренес                       | Герб муниципалитета Бренес                       | 21,45         | 12 471           | 37°33′03″ с. ш. 5°52′23″ з. д. | Вега-дель-Гвадалькивир      | Расположение муниципалитета Бренес на карте провинции                       | [ 21 ]  |
| Бургильос исп. Burguillos                                     | Бургильос                    | Герб муниципалитета Бургильос                    | 43,14         | 6716             | 37°35′09″ с. ш. 5°58′04″ з. д. | Вега-дель-Гвадалькивир      | Расположение муниципалитета Бургильос на карте провинции                    | [ 22 ]  |
| Лас-Кабесас-де-Сан-Хуан исп. Las Cabezas de San Juan          | Лас-Кабесас-де-Сан-Хуан      | Герб муниципалитета Лас-Кабесас-де-Сан-Хуан      | 229,7         | 16 417           | 36°59′00″ с. ш. 5°56′22″ з. д. | Бахо-Гвадалькивир           | Расположение муниципалитета Лас-Кабесас-де-Сан-Хуан на карте провинции      | [ 23 ]  |
| Камас исп. Camas                                              | Камас                        | Герб муниципалитета Камас                        | 11,65         | 27 509           | 37°24′03″ с. ш. 6°01′58″ з. д. | Большая Севилья             | Расположение муниципалитета Камас на карте провинции                        | [ 24 ]  |
| Ла-Кампана исп. La Campana                                    | Ла-Кампана                   | Герб муниципалитета Ла-Кампана                   | 126,09        | 5276             | 37°34′02″ с. ш. 5°25′45″ з. д. | Кампинья-де-Кармона         | Расположение муниципалитета Ла-Кампана на карте провинции                   | [ 25 ]  |
| Кантильяна исп. Cantillana                                    | Кантильяна                   | Герб муниципалитета Кантильяна                   | 107,7         | 10 684           | 37°36′31″ с. ш. 5°49′33″ з. д. | Вега-дель-Гвадалькивир      | Расположение муниципалитета Кантильяна на карте провинции                   | [ 26 ]  |
| Каньяда-Росаль исп. Cañada Rosal                              | Каньяда-Росаль               | Герб муниципалитета Каньяда-Росаль               | 25,45         | 3320             | 37°35′55″ с. ш. 5°12′37″ з. д. | Эсиха                       | Расположение муниципалитета Каньяда-Росаль на карте провинции               | [ 27 ]  |
| Кармона исп. Carmona                                          | Кармона                      | Герб муниципалитета Кармона                      | 924,12        | 28 531           | 37°28′20″ с. ш. 5°38′17″ з. д. | Кампинья-де-Кармона         | Расположение муниципалитета Кармона на карте провинции                      | [ 28 ]  |
| Каррион-де-лос-Сеспедес исп. Carrión de los Céspedes          | Каррион-де-лос-Сеспедес      | Герб муниципалитета Каррион-де-лос-Сеспедес      | 6,01          | 2544             | 37°22′07″ с. ш. 6°19′45″ з. д. | Эль-Альхарафе               | Расположение муниципалитета Каррион-де-лос-Сеспедес на карте провинции      | [ 29 ]  |
| Касариче исп. Casariche                                       | Касариче                     | Герб муниципалитета Касариче                     | 52,9          | 5456             | 37°17′40″ с. ш. 4°45′36″ з. д. | Сьерра-Сур-де-Севилья       | Расположение муниципалитета Касариче на карте провинции                     | [ 30 ]  |
| Кастильбланко-де-лос-Арройос исп. Castilblanco de los Arroyos | Кастильбланко-де-лос-Арройос | Герб муниципалитета Кастильбланко-де-лос-Арройос | 323,54        | 4864             | 37°40′30″ с. ш. 5°59′24″ з. д. | Сьерра-Норте-де-Севилья     | Расположение муниципалитета Кастильбланко-де-лос-Арройос на карте провинции | [ 31 ]  |
| Кастильеха-де-Гусман исп. Castilleja de Guzmán                | Кастильеха-де-Гусман         | Герб муниципалитета Кастильеха-де-Гусман         | 2,06          | 2821             | 37°24′32″ с. ш. 6°03′29″ з. д. | Большая Севилья             | Расположение муниципалитета Кастильеха-де-Гусман на карте провинции         | [ 32 ]  |
| Кастильеха-де-ла-Куэста исп. Castilleja de la Cuesta          | Кастильеха-де-ла-Куэста      | Герб муниципалитета Кастильеха-де-ла-Куэста      | 2,23          | 17 418           | 37°23′13″ с. ш. 6°03′08″ з. д. | Большая Севилья             | Расположение муниципалитета Кастильеха-де-ла-Куэста на карте провинции      | [ 33 ]  |
| Кастильеха-дель-Кампо исп. Castilleja del Campo               | Кастильеха-дель-Кампо        | Герб муниципалитета Кастильеха-дель-Кампо        | 16,22         | 629              | 37°23′09″ с. ш. 6°20′05″ з. д. | Эль-Альхарафе               | Расположение муниципалитета Кастильеха-дель-Кампо на карте провинции        | [ 34 ]  |
| Эль-Кастильо-де-лас-Гуардас исп. El Castillo de las Guardas   | Эль-Кастильо-де-лас-Гуардас  | Герб муниципалитета Эль-Кастильо-де-лас-Гуардас  | 258,75        | 1443             | 37°41′30″ с. ш. 6°18′51″ з. д. | Сьерра-Норте-де-Севилья     | Расположение муниципалитета Эль-Кастильо-де-лас-Гуардас на карте провинции  | [ 35 ]  |
| Касалья-де-ла-Сьерра исп. Cazalla de la Sierra                | Касалья-де-ла-Сьерра         | Герб муниципалитета Касалья-де-ла-Сьерра         | 357,1         | 4718             | 37°55′46″ с. ш. 5°45′37″ з. д. | Сьерра-Норте-де-Севилья     | Расположение муниципалитета Касалья-де-ла-Сьерра на карте провинции         | [ 36 ]  |
| Константина исп. Constantina                                  | Константина                  | Герб муниципалитета Константина                  | 481,31        | 5896             | 37°52′21″ с. ш. 5°37′09″ з. д. | Сьерра-Норте-де-Севилья     | Расположение муниципалитета Константина на карте провинции                  | [ 37 ]  |
| Кория-дель-Рио исп. Coria del Río                             | Кория-дель-Рио               | Герб муниципалитета Кория-дель-Рио               | 61,99         | 30 777           | 37°17′07″ с. ш. 6°03′06″ з. д. | Большая Севилья             | Расположение муниципалитета Кория-дель-Рио на карте провинции               | [ 38 ]  |
| Корипе исп. Coripe                                            | Корипе                       | Герб муниципалитета Корипе                       | 51,46         | 1251             | 36°58′13″ с. ш. 5°26′28″ з. д. | Кампинья-де-Морон-и-Марчена | Расположение муниципалитета Корипе на карте провинции                       | [ 39 ]  |
| Эль-Корониль исп. El Coronil                                  | Эль-Корониль                 | Герб муниципалитета Эль-Корониль                 | 91,64         | 4746             | 37°04′56″ с. ш. 5°38′01″ з. д. | Бахо-Гвадалькивир           | Расположение муниципалитета Эль-Корониль на карте провинции                 | [ 40 ]  |
| Лос-Корралес исп. Los Corrales                                | Лос-Корралес                 | Герб муниципалитета Лос-Корралес                 | 67,07         | 3941             | 37°05′50″ с. ш. 4°58′59″ з. д. | Сьерра-Сур-де-Севилья       | Расположение муниципалитета Лос-Корралес на карте провинции                 | [ 41 ]  |
| Эль-Куэрво-де-Севилья исп. El Cuervo de Sevilla               | Эль-Куэрво-де-Севилья        | Герб муниципалитета Эль-Куэрво-де-Севилья        | 30,44         | 8610             | 36°51′05″ с. ш. 6°02′31″ з. д. | Бахо-Гвадалькивир           | Расположение муниципалитета Эль-Куэрво-де-Севилья на карте провинции        | [ 42 ]  |
| Дос-Эрманас исп. Dos Hermanas                                 | Дос-Эрманас                  | Герб муниципалитета Дос-Эрманас                  | 160,52        | 133 968          | 37°17′01″ с. ш. 5°55′20″ з. д. | Большая Севилья             | Расположение муниципалитета Дос-Эрманас на карте провинции                  | [ 43 ]  |
| Эсиха исп. Écija                                              | Эсиха                        | Герб муниципалитета Эсиха                        | 978,73        | 39 873           | 37°32′30″ с. ш. 5°04′46″ з. д. | Эсиха                       | Расположение муниципалитета Эсиха на карте провинции                        | [ 44 ]  |
| Эспартинас исп. Espartinas                                    | Эспартинас                   | Герб муниципалитета Эспартинас                   | 22,74         | 15 791           | 37°22′49″ с. ш. 6°07′23″ з. д. | Большая Севилья             | Расположение муниципалитета Эспартинас на карте провинции                   | [ 45 ]  |
| Эстепа исп. Estepa                                            | Эстепа                       | Герб муниципалитета Эстепа                       | 189,97        | 12 505           | 37°17′29″ с. ш. 4°52′39″ з. д. | Сьерра-Сур-де-Севилья       | Расположение муниципалитета Эстепа на карте провинции                       | [ 46 ]  |
| Фуэнтес-де-Андалусия исп. Fuentes de Andalucía                | Фуэнтес-де-Андалусия         | Герб муниципалитета Фуэнтес-де-Андалусия         | 150,18        | 7111             | 37°27′47″ с. ш. 5°20′51″ з. д. | Эсиха                       | Расположение муниципалитета Фуэнтес-де-Андалусия на карте провинции         | [ 47 ]  |
| Эль-Гарробо исп. El Garrobo                                   | Эль-Гарробо                  | Герб муниципалитета Эль-Гарробо                  | 44,35         | 790              | 37°37′31″ с. ш. 6°10′21″ з. д. | Сьерра-Норте-де-Севилья     | Расположение муниципалитета Эль-Гарробо на карте провинции                  | [ 48 ]  |
| Хельвес исп. Gelves                                           | Хельвес                      | Герб муниципалитета Хельвес                      | 8,18          | 10 184           | 37°20′02″ с. ш. 6°01′33″ з. д. | Большая Севилья             | Расположение муниципалитета Хельвес на карте провинции                      | [ 25 ]  |
| Херена исп. Gerena                                            | Херена                       | Герб муниципалитета Херена                       | 129,9         | 7585             | 37°31′31″ с. ш. 6°09′27″ з. д. | Сьерра-Норте-де-Севилья     | Расположение муниципалитета Херена на карте провинции                       | [ 25 ]  |
| Хилена исп. Gilena                                            | Хилена                       | Герб муниципалитета Хилена                       | 50,97         | 3727             | 37°15′04″ с. ш. 4°54′49″ з. д. | Сьерра-Сур-де-Севилья       | Расположение муниципалитета Хилена на карте провинции                       | [ 25 ]  |
| Хинес исп. Gines                                              | Хинес                        | Герб муниципалитета Хинес                        | 2,9           | 13 420           | 37°23′14″ с. ш. 6°04′41″ з. д. | Большая Севилья             | Расположение муниципалитета Хинес на карте провинции                        | [ 49 ]  |
| Гуадальканаль исп. Guadalcanal                                | Гуадальканаль                | Герб муниципалитета Гуадальканаль                | 274,97        | 2627             | 38°05′32″ с. ш. 5°49′14″ з. д. | Сьерра-Норте-де-Севилья     | Расположение муниципалитета Гуадальканаль на карте провинции                | [ 50 ]  |
| Гильена исп. Guillena                                         | Гильена                      | Герб муниципалитета Гильена                      | 226,63        | 12 788           | 37°32′21″ с. ш. 6°03′08″ з. д. | Сьерра-Норте-де-Севилья     | Расположение муниципалитета Гильена на карте провинции                      | [ 51 ]  |
| Эррера исп. Herrera                                           | Эррера                       | Герб муниципалитета Эррера                       | 53,48         | 6461             | 37°21′53″ с. ш. 4°51′01″ з. д. | Сьерра-Сур-де-Севилья       | Расположение муниципалитета Эррера на карте провинции                       | [ 52 ]  |
| Уэвар-дель-Альхарафе исп. Huévar del Aljarafe                 | Уэвар-дель-Альхарафе         | Герб муниципалитета Уэвар-дель-Альхарафе         | 57,58         | 3015             | 37°21′11″ с. ш. 6°16′44″ з. д. | Эль-Альхарафе               | Расположение муниципалитета Уэвар-дель-Альхарафе на карте провинции         | [ 53 ]  |
| Исла-Майор исп. Isla Mayor                                    | Исла-Майор                   | Герб муниципалитета Исла-Майор                   | 114,38        | 5839             | 37°07′52″ с. ш. 6°09′54″ з. д. | Большая Севилья             | Расположение муниципалитета Исла-Майор на карте провинции                   | [ 54 ]  |
| Ла-Лантехуэла исп. La Lantejuela                              | Ла-Лантехуэла                | Герб муниципалитета Ла-Лантехуэла                | 17,76         | 3814             | 37°21′13″ с. ш. 5°13′22″ з. д. | Сьерра-Сур-де-Севилья       | Расположение муниципалитета Ла-Лантехуэла на карте провинции                | [ 55 ]  |
| Лебриха исп. Lebrija                                          | Лебриха                      | Герб муниципалитета Лебриха                      | 375,21        | 27 524           | 36°55′11″ с. ш. 6°04′42″ з. д. | Бахо-Гвадалькивир           | Расположение муниципалитета Лебриха на карте провинции                      | [ 56 ]  |
| Лора-де-Эстепа исп. Lora de Estepa                            | Лора-де-Эстепа               | Герб муниципалитета Лора-де-Эстепа               | 18,09         | 862              | 37°16′07″ с. ш. 4°49′40″ з. д. | Сьерра-Сур-де-Севилья       | Расположение муниципалитета Лора-де-Эстепа на карте провинции               | [ 57 ]  |
| Лора-дель-Рио исп. Lora del Río                               | Лора-дель-Рио                | Герб муниципалитета Лора-дель-Рио                | 293,69        | 18 662           | 37°39′16″ с. ш. 5°31′53″ з. д. | Вега-дель-Гвадалькивир      | Расположение муниципалитета Лора-дель-Рио на карте провинции                | [ 58 ]  |
| Ла-Луисьяна исп. La Luisiana                                  | Ла-Луисьяна                  | Герб муниципалитета Ла-Луисьяна                  | 42,97         | 4576             | 37°31′34″ с. ш. 5°14′55″ з. д. | Эсиха                       | Расположение муниципалитета Ла-Луисьяна на карте провинции                  | [ 59 ]  |
| Эль-Мадроньо исп. El Madroño                                  | Эль-Мадроньо                 | Герб муниципалитета Эль-Мадроньо                 | 102,88        | 278              | 37°38′44″ с. ш. 6°30′44″ з. д. | Сьерра-Норте-де-Севилья     | Расположение муниципалитета Эль-Мадроньо на карте провинции                 | [ 60 ]  |
| Майрена-дель-Алькор исп. Mairena del Alcor                    | Майрена-дель-Алькор          | Герб муниципалитета Майрена-дель-Алькор          | 69,72         | 23 550           | 37°22′23″ с. ш. 5°44′51″ з. д. | Кампинья-де-Кармона         | Расположение муниципалитета Майрена-дель-Алькор на карте провинции          | [ 61 ]  |
| Майрена-дель-Альхарафе исп. Mairena del Aljarafe              | Майрена-дель-Альхарафе       | Герб муниципалитета Майрена-дель-Альхарафе       | 17,7          | 46 089           | 37°20′40″ с. ш. 6°03′55″ з. д. | Большая Севилья             | Расположение муниципалитета Майрена-дель-Альхарафе на карте провинции       | [ 62 ]  |
| Марчена исп. Marchena                                         | Марчена                      | Герб муниципалитета Марчена                      | 378,25        | 19 457           | 37°19′47″ с. ш. 5°24′58″ з. д. | Кампинья-де-Морон-и-Марчена | Расположение муниципалитета Марчена на карте провинции                      | [ 63 ]  |
| Мариналеда исп. Marinaleda                                    | Мариналеда                   | Герб муниципалитета Мариналеда                   | 24,82         | 2627             | 37°22′34″ с. ш. 4°57′00″ з. д. | Сьерра-Сур-де-Севилья       | Расположение муниципалитета Мариналеда на карте провинции                   | [ 64 ]  |
| Мартин-де-ла-Хара исп. Martín de la Jara                      | Мартин-де-ла-Хара            | Герб муниципалитета Мартин-де-ла-Хара            | 49,8          | 2704             | 37°06′24″ с. ш. 4°57′42″ з. д. | Сьерра-Сур-де-Севилья       | Расположение муниципалитета Мартин-де-ла-Хара на карте провинции            | [ 65 ]  |
| Лос-Моларес исп. Los Molares                                  | Лос-Моларес                  | Герб муниципалитета Лос-Моларес                  | 42,74         | 3480             | 37°09′15″ с. ш. 5°43′12″ з. д. | Бахо-Гвадалькивир           | Расположение муниципалитета Лос-Моларес на карте провинции                  | [ 66 ]  |
| Монтельяно исп. Montellano                                    | Монтельяно                   | Герб муниципалитета Монтельяно                   | 116,71        | 7056             | 36°59′44″ с. ш. 5°34′15″ з. д. | Кампинья-де-Морон-и-Марчена | Расположение муниципалитета Монтельяно на карте провинции                   | [ 67 ]  |
| Морон-де-ла-Фронтера исп. Morón de la Frontera                | Морон-де-ла-Фронтера         | Герб муниципалитета Морон-де-ла-Фронтера         | 431,94        | 27 627           | 37°07′20″ с. ш. 5°27′06″ з. д. | Кампинья-де-Морон-и-Марчена | Расположение муниципалитета Морон-де-ла-Фронтера на карте провинции         | [ 68 ]  |
| Лас-Навас-де-ла-Консепсьон исп. Las Navas de la Concepción    | Лас-Навас-де-ла-Консепсьон   | Герб муниципалитета Лас-Навас-де-ла-Консепсьон   | 63,35         | 1559             | 37°55′59″ с. ш. 5°27′53″ з. д. | Сьерра-Норте-де-Севилья     | Расположение муниципалитета Лас-Навас-де-ла-Консепсьон на карте провинции   | [ 69 ]  |
| Оливарес исп. Olivares                                        | Оливарес                     | Герб муниципалитета Оливарес                     | 45,53         | 9394             | 37°25′07″ с. ш. 6°09′21″ з. д. | Эль-Альхарафе               | Расположение муниципалитета Оливарес на карте провинции                     | [ 70 ]  |
| Осуна исп. Osuna                                              | Осуна                        | Герб муниципалитета Осуна                        | 592,49        | 17 560           | 37°14′13″ с. ш. 5°06′10″ з. д. | Сьерра-Сур-де-Севилья       | Расположение муниципалитета Осуна на карте провинции                        | [ 71 ]  |
| Лос-Паласьос-и-Вильяфранка исп. Los Palacios y Villafranca    | Лос-Паласьос-и-Вильяфранка   | Герб муниципалитета Лос-Паласьос-и-Вильяфранка   | 109,47        | 38 354           | 37°09′35″ с. ш. 5°55′41″ з. д. | Бахо-Гвадалькивир           | Расположение муниципалитета Лос-Паласьос-и-Вильяфранка на карте провинции   | [ 72 ]  |
| Эль-Пальмар-де-Троя исп. El Palmar de Troya                   | Эль-Пальмар-де-Троя          | Герб муниципалитета Эль-Пальмар-де-Троя          | 33,16         | 2340             | 37°03′35″ с. ш. 5°48′12″ з. д. | Бахо-Гвадалькивир           | Расположение муниципалитета Эль-Пальмар-де-Троя на карте провинции          | [ 73 ]  |
| Паломарес-дель-Рио исп. Palomares del Río                     | Паломарес-дель-Рио           | Герб муниципалитета Паломарес-дель-Рио           | 13,0          | 8767             | 37°19′21″ с. ш. 6°03′27″ з. д. | Эль-Альхарафе               | Расположение муниципалитета Паломарес-дель-Рио на карте провинции           | [ 74 ]  |
| Парадас исп. Paradas                                          | Парадас                      | Герб муниципалитета Парадас                      | 109,43        | 6908             | 37°17′24″ с. ш. 5°29′50″ з. д. | Кампинья-де-Морон-и-Марчена | Расположение муниципалитета Парадас на карте провинции                      | [ 75 ]  |
| Педрера исп. Pedrera                                          | Педрера                      | Герб муниципалитета Педрера                      | 60,64         | 5194             | 37°13′23″ с. ш. 4°53′48″ з. д. | Сьерра-Сур-де-Севилья       | Расположение муниципалитета Педрера на карте провинции                      | [ 76 ]  |
| Эль-Педросо исп. El Pedroso                                   | Эль-Педросо                  | Герб муниципалитета Эль-Педросо                  | 314,25        | 2018             | 37°50′32″ с. ш. 5°45′48″ з. д. | Сьерра-Норте-де-Севилья     | Расположение муниципалитета Эль-Педросо на карте провинции                  | [ 77 ]  |
| Пеньяфлор исп. Peñaflor                                       | Пеньяфлор                    | Герб муниципалитета Пеньяфлор                    | 82,89         | 3656             | 37°42′25″ с. ш. 5°20′49″ з. д. | Вега-дель-Гвадалькивир      | Расположение муниципалитета Пеньяфлор на карте провинции                    | [ 78 ]  |
| Пилас исп. Pilas                                              | Пилас                        | Герб муниципалитета Пилас                        | 45,94         | 13 974           | 37°18′06″ с. ш. 6°18′09″ з. д. | Эль-Альхарафе               | Расположение муниципалитета Пилас на карте провинции                        | [ 79 ]  |
| Пруна исп. Pruna                                              | Пруна                        | Герб муниципалитета Пруна                        | 100,64        | 2603             | 36°58′24″ с. ш. 5°13′22″ з. д. | Сьерра-Сур-де-Севилья       | Расположение муниципалитета Пруна на карте провинции                        | [ 80 ]  |
| Ла-Пуэбла-де-Касалья исп. La Puebla de Cazalla                | Ла-Пуэбла-де-Касалья         | Герб муниципалитета Ла-Пуэбла-де-Касалья         | 189,81        | 10 979           | 37°13′20″ с. ш. 5°18′38″ з. д. | Кампинья-де-Морон-и-Марчена | Расположение муниципалитета Ла-Пуэбла-де-Касалья на карте провинции         | [ 81 ]  |
| Ла-Пуэбла-де-лос-Инфантес исп. La Puebla de los Infantes      | Ла-Пуэбла-де-лос-Инфантес    | Герб муниципалитета Ла-Пуэбла-де-лос-Инфантес    | 154,23        | 2991             | 37°46′43″ с. ш. 5°23′20″ з. д. | Сьерра-Норте-де-Севилья     | Расположение муниципалитета Ла-Пуэбла-де-лос-Инфантес на карте провинции    | [ 82 ]  |
| Ла-Пуэбла-дель-Рио исп. La Puebla del Río                     | Ла-Пуэбла-дель-Рио           | Герб муниципалитета Ла-Пуэбла-дель-Рио           | 374,73        | 11 868           | 37°16′02″ с. ш. 6°03′45″ з. д. | Большая Севилья             | Расположение муниципалитета Ла-Пуэбла-дель-Рио на карте провинции           | [ 83 ]  |
| Эль-Реаль-де-ла-Хара исп. El Real de la Jara                  | Эль-Реаль-де-ла-Хара         | Герб муниципалитета Эль-Реаль-де-ла-Хара         | 157,35        | 1503             | 37°56′59″ с. ш. 6°09′17″ з. д. | Сьерра-Норте-де-Севилья     | Расположение муниципалитета Эль-Реаль-де-ла-Хара на карте провинции         | [ 84 ]  |
| Ла-Ринконада исп. La Rinconada                                | Ла-Ринконада                 | Герб муниципалитета Ла-Ринконада                 | 139,48        | 38 628           | 37°29′16″ с. ш. 5°58′45″ з. д. | Большая Севилья             | Расположение муниципалитета Ла-Ринконада на карте провинции                 | [ 25 ]  |
| Ла-Рода-де-Андалусия исп. La Roda de Andalucía                | Ла-Рода-де-Андалусия         | Герб муниципалитета Ла-Рода-де-Андалусия         | 76,68         | 4183             | 37°12′03″ с. ш. 4°46′45″ з. д. | Сьерра-Сур-де-Севилья       | Расположение муниципалитета Ла-Рода-де-Андалусия на карте провинции         | [ 85 ]  |
| Эль-Ронкильо исп. El Ronquillo                                | Эль-Ронкильо                 | Герб муниципалитета Эль-Ронкильо                 | 76,52         | 1364             | 37°43′32″ с. ш. 6°10′37″ з. д. | Сьерра-Норте-де-Севилья     | Расположение муниципалитета Эль-Ронкильо на карте провинции                 | [ 86 ]  |
| Эль-Рубио исп. El Rubio                                       | Эль-Рубио                    | Герб муниципалитета Эль-Рубио                    | 20,8          | 3408             | 37°21′21″ с. ш. 4°59′19″ з. д. | Сьерра-Сур-де-Севилья       | Расположение муниципалитета Эль-Рубио на карте провинции                    | [ 87 ]  |
| Сальтерас исп. Salteras                                       | Сальтерас                    | Герб муниципалитета Сальтерас                    | 57,46         | 5530             | 37°25′06″ с. ш. 6°06′36″ з. д. | Большая Севилья             | Расположение муниципалитета Сальтерас на карте провинции                    | [ 88 ]  |
| Сан-Хуан-де-Аснальфараче исп. San Juan de Aznalfarache        | Сан-Хуан-де-Аснальфараче     | Герб муниципалитета Сан-Хуан-де-Аснальфараче     | 4,11          | 21 416           | 37°21′35″ с. ш. 6°01′39″ з. д. | Большая Севилья             | Расположение муниципалитета Сан-Хуан-де-Аснальфараче на карте провинции     | [ 89 ]  |
| Сан-Николас-дель-Пуэрто исп. San Nicolás del Puerto           | Сан-Николас-дель-Пуэрто      | Герб муниципалитета Сан-Николас-дель-Пуэрто      | 44,93         | 596              | 37°59′37″ с. ш. 5°39′11″ з. д. | Сьерра-Норте-де-Севилья     | Расположение муниципалитета Сан-Николас-дель-Пуэрто на карте провинции      | [ 90 ]  |
| Санлукар-ла-Майор исп. Sanlúcar la Mayor                      | Санлукар-ла-Майор            | Герб муниципалитета Санлукар-ла-Майор            | 135,41        | 13 808           | 37°23′08″ с. ш. 6°12′06″ з. д. | Эль-Альхарафе               | Расположение муниципалитета Санлукар-ла-Майор на карте провинции            | [ 91 ]  |
| Сантипонсе исп. Santiponce                                    | Сантипонсе                   | Герб муниципалитета Сантипонсе                   | 8,38          | 8554             | 37°26′11″ с. ш. 6°02′19″ з. д. | Эль-Альхарафе               | Расположение муниципалитета Сантипонсе на карте провинции                   | [ 92 ]  |
| Эль-Саусехо исп. El Saucejo                                   | Эль-Саусехо                  | Герб муниципалитета Эль-Саусехо                  | 92,2          | 4284             | 37°04′11″ с. ш. 5°05′47″ з. д. | Сьерра-Сур-де-Севилья       | Расположение муниципалитета Эль-Саусехо на карте провинции                  | [ 93 ]  |
| Севилья исп. Sevilla                                          | Севилья                      | Герб муниципалитета Севилья                      | 141,31        | 688 592          | 37°23′19″ с. ш. 5°59′40″ з. д. | Большая Севилья             | Расположение муниципалитета Севилья на карте провинции                      | [ 94 ]  |
| Тосина исп. Tocina                                            | Тосина                       | Герб муниципалитета Тосина                       | 15,56         | 9501             | 37°36′35″ с. ш. 5°44′00″ з. д. | Вега-дель-Гвадалькивир      | Расположение муниципалитета Тосина на карте провинции                       | [ 95 ]  |
| Томарес исп. Tomares                                          | Томарес                      | Герб муниципалитета Томарес                      | 5,17          | 25 359           | 37°22′26″ с. ш. 6°02′42″ з. д. | Большая Севилья             | Расположение муниципалитета Томарес на карте провинции                      | [ 96 ]  |
| Умбрете исп. Umbrete                                          | Умбрете                      | Герб муниципалитета Умбрете                      | 12,39         | 8894             | 37°22′11″ с. ш. 6°09′28″ з. д. | Эль-Альхарафе               | Расположение муниципалитета Умбрете на карте провинции                      | [ 97 ]  |
| Утрера исп. Utrera                                            | Утрера                       | Герб муниципалитета Утрера                       | 684,26        | 50 728           | 37°11′00″ с. ш. 5°46′53″ з. д. | Бахо-Гвадалькивир           | Расположение муниципалитета Утрера на карте провинции                       | [ 98 ]  |
| Валенсина-де-ла-Консепсьон исп. Valencina de la Concepción    | Валенсина-де-ла-Консепсьон   | Герб муниципалитета Валенсина-де-ла-Консепсьон   | 25,14         | 7751             | 37°24′58″ с. ш. 6°04′36″ з. д. | Большая Севилья             | Расположение муниципалитета Валенсина-де-ла-Консепсьон на карте провинции   | [ 99 ]  |
| Вильяманрике-де-ла-Кондеса исп. Villamanrique de la Condesa   | Вильяманрике-де-ла-Кондеса   | Герб муниципалитета Вильяманрике-де-ла-Кондеса   | 57,67         | 4459             | 37°14′48″ с. ш. 6°18′24″ з. д. | Эль-Альхарафе               | Расположение муниципалитета Вильяманрике-де-ла-Кондеса на карте провинции   | [ 100 ] |
| Вильянуэва-де-Сан-Хуан исп. Villanueva de San Juan            | Вильянуэва-де-Сан-Хуан       | Герб муниципалитета Вильянуэва-де-Сан-Хуан       | 34,74         | 1120             | 37°03′01″ с. ш. 5°10′31″ з. д. | Сьерра-Сур-де-Севилья       | Расположение муниципалитета Вильянуэва-де-Сан-Хуан на карте провинции       | [ 101 ] |
| Вильянуэва-дель-Арискаль исп. Villanueva del Ariscal          | Вильянуэва-дель-Арискаль     | Герб муниципалитета Вильянуэва-дель-Арискаль     | 62,48         | 6610             | 37°23′53″ с. ш. 6°08′22″ з. д. | Эль-Альхарафе               | Расположение муниципалитета Вильянуэва-дель-Арискаль на карте провинции     | [ 102 ] |
| Вильянуэва-дель-Рио-и-Минас исп. Villanueva del Río y Minas   | Вильянуэва-дель-Рио-и-Минас  | Герб муниципалитета Вильянуэва-дель-Рио-и-Минас  | 150,7         | 4858             | 37°39′35″ с. ш. 5°42′50″ з. д. | Вега-дель-Гвадалькивир      | Расположение муниципалитета Вильянуэва-дель-Рио-и-Минас на карте провинции  | [ 103 ] |
| Вильяверде-дель-Рио исп. Villaverde del Río                   | Вильяверде-дель-Рио          | Герб муниципалитета Вильяверде-дель-Рио          | 41,07         | 7818             | 37°35′17″ с. ш. 5°52′24″ з. д. | Вега-дель-Гвадалькивир      | Расположение муниципалитета Вильяверде-дель-Рио на карте провинции          | [ 104 ] |
| Эль-Висо-дель-Алькор исп. El Viso del Alcor                   | Эль-Висо-дель-Алькор         | Герб муниципалитета Эль-Висо-дель-Алькор         | 20,4          | 19 266           | 37°23′18″ с. ш. 5°43′08″ з. д. | Кампинья-де-Кармона         | Расположение муниципалитета Эль-Висо-дель-Алькор на карте провинции         | [ 105 ] |

## Карта
На административной карте провинции Севилья указано расположение центров её муниципалитетов.
Легенда карты:
- 1 — Кастильеха-де-ла-Куэста
- 2 — Бормухос
- 3 — Хинес
- 4 — Майрена-дель-Альхарафе
- 5 — Альбайда-дель-Альхарафе
- 6 — Валенсина-де-ла-Консепсьон
- 7 — Оливарес
- 8 — Вильянуэва-дель-Арискаль
- 9 — Томарес
- 10 — Паломарес-дель-Рио
- 11 — Кастильеха-де-Гусман
- 12 — Кория-дель-Рио
- 13 — Умбрете
- 14 — Сан-Хуан-де-Аснальфараче
- 15 — Сальтерас
- 16 — Альменсилья
- 17 — Кастильеха-дель-Кампо
- 18 — Каррион-де-лос-Сеспедес
- 19 — Санлукар-ла-Майор
- 20 — Больульос-де-ла-Митасьон
- 21 — Эспартинас
- 22 — Бенакасон
- 23 — Уэвар-дель-Альхарафе
- 24 — Сантипонсе
- 25 — Камас
- 26 — Вильянуэва-дель-Рио-и-Минас
- 27 — Кастильбланко-де-лос-Арройос
- 28 — Вильяверде-дель-Рио